# Nishinari
Nishinari (西成区, Nishinari-ku) és un dels 24 districtes de la ciutat d'Osaka, capital de la prefectura homònima, a la regió de Kansai, Japó. És un districte conegut pel seu caràcter pobre i per servir de llar de molts sense sostre. També és conegut per tindre ací la seu alguns grups de la Yakuza, tot i no ser un barri perillós. Al barri es troben algunes galeries comercials de botigues econòmiques.

## Geografia
El districte de Nishinari es troba cap a la part sud d'Osaka, limitant al sud amb Suminoe i Sumiyoshi; al nord amb Naniwa i Tennōji; a l'oest amb Taishō i a l'est amb Abeno.

### Barris
Els barris del districte de Nishinari són els següents:
- Asahi (旭)
- Kishinosato (岸里)
- Kishinosato-Higashi (岸里東)
- Kita-Tsumori (北津守)
- Kita-Biraki (北開)
- Sannō (山王)
- Shioji (潮路)
- Shōtenshita (聖天下)
- Senbon-Naka (千本中)
- Senbon-Minami (千本南)
- Senbon-Kita (千本北)
- Taishi (太子)
- Tachibana (橘)
- Tamade-Naka (玉出中)
- Tamade-Higashi (玉出東)
- Tamade-Nishi (玉出西)
- Tsumori (津守)
- Tsurumibashi (鶴見橋)
- Deshiro (出城)
- Tengachaya (天下茶屋)
- Tengachaya-Higashi (天下茶屋東)
- Tengachaya-Kita (天下茶屋北)
- Tenjin no mori (天神ノ森)
- Naka-Biraki (中開)
- Nagahashi (長橋)
- Bainan (梅南)
- Haginochaya (萩之茶屋)
- Hanazono-Minami (花園南)
- Hanazono-Kita (花園北)
- Matsu (松)
- Minami-Tsumori (南津守)
- Minami-Biraki (南開)

## Història
Nishinari va ser en el passat i fins a la seua incorporació a la ciutat d'Osaka un districte de la província de Settsu, tot i que d'abril a agost del 825 van formar part de la província d'Izumi.

## Demografia
| 1920 | 1930    | 1940    | 1950    | 1960 | 1970 | 1980 |
| ---- | ------- | ------- | ------- | ---- | ---- | ---- |
| ND   | ND      | ND      | ND      | ND   | ND   | ND   |
| 1990 | 2000    | 2010    | 2020    | 2030 | 2040 | 2050 |
| ND   | 136.814 | 121.972 | 108.225 | -    | -    | -    |

## Transport

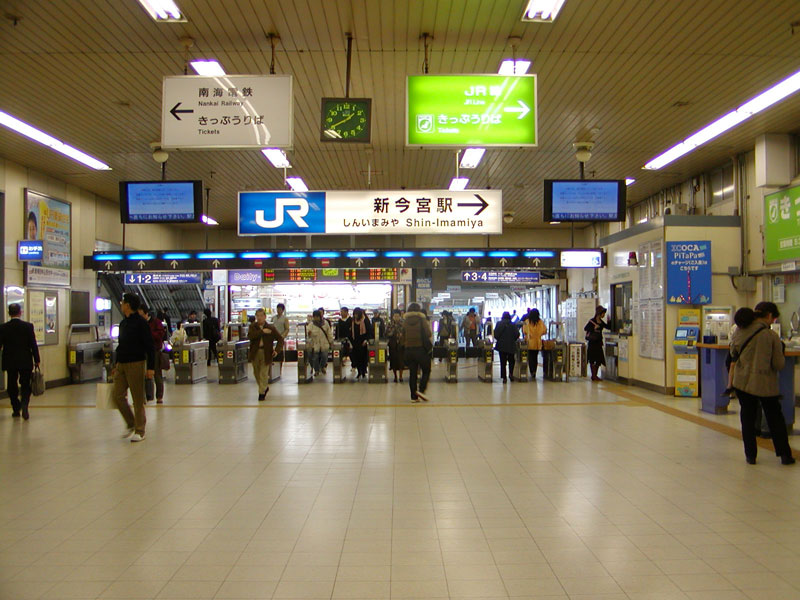
Estació de Shin-Imamiya (JR)

### Ferrocarril
- Companyia de Ferrocarrils del Japó Occidental (JR West)
  - Shin-Imamiya
- Metro d'Osaka
  - Dōbutsuen-mae - Tengachaya - Hanazonochō
- Ferrocarril Elèctric Nankai
  - Shin-Imamiya - Tengachaya - Kishinosato-Tamade - Haginochaya - Nishi-Tengachaya - Tsumori - Kizugawa
- Xarxa de Tramvies d'Osaka-Sakai (Hankai)

### Carretera
- Autopista Hanshin
- Nacional 26 - Nacional 43

## Gent popular
- Yoshie Kashiwabara, cantant.
- Yashiki Takajin, cantant i personalitat televisiva.
- Kiichi Kunimoto, lluitador d'arts marcials mixtes.